# Tadeusz Gierymski
Tadeusz Gierymski (ur. 9 czerwca 1928 w Płońsku, zm. 22 listopada 2009 w Częstochowie) – polski poeta i prozaik, odkrywca talentu Haliny Poświatowskiej.
Debiutował w 1955 roku, publikując swoje wiersze w „Tygodniku Powszechnym”. W 1976 roku napisał i wydał pierwszy zbiór utworów poetyckich Mała oda do lampy. W 1982 roku wyszedł kolejny tomik Rosa i rdza, wydany przez warszawską Ludową Spółdzielnię Wydawniczą. Następna książka to Wiersze, które ukazały się w 1999 roku. W 2001 wydał zbiór osobistych zapisków, czyli Notatki z czasu. W listopadzie 2002 roku częstochowskie Wydawnictwo e media wydało jego wybór wierszy Wyścig z Czasem. Wybór wierszy. W ostatnich utworach często nawiązywał do swoich podróży do Norwegii.
Przez wiele lat prowadził kąciki poetyckie w lokalnej prasie, m.in. w „Dzienniku Częstochowskim 24 Godziny” i w tygodniku „Gazeta Częstochowska”, gdzie w 1956 roku opublikował debiutanckie wiersze częstochowskiej poetki Haliny Poświatowskiej. Jak przyznał po latach, początkowo nie docenił jakości tych utworów, ale chciał sprawić przyjemność ciężko chorej, młodej dziewczynie.

## Twórczość
- Mała oda do lampy 1976
- Rosa i rdza, Ludowa Spółdzielnia Wydawnicza, Warszawa 1982, ISBN 8320533686
- Wiersze 1999
- Notatki z czasu, Wydawnictwo Wyższej Szkoły Pedagogicznej, Częstochowa 2001, ISBN 8370989047
- Opowiadania najkrótsze, Dom Książki, Częstochowa 2002, ISBN 8389108003
- Wyścig z Czasem. Wybór wierszy,  "e media", Częstochowa 2002, ISBN  8391420183